# 譲寧大君
譲寧大君（じょうねいたいくん、ヤンニョンデグン、양녕대군、1394年 - 1462年）は、李氏朝鮮時代の王族。第3代国王太宗の長男で、母は元敬王后閔氏。孝寧大君や李氏朝鮮第4代国王世宗の実兄でもある。本名は李褆（り・てい、イ・ジェ、이제）。字は厚伯。

## 生涯
1394年、漢城府で誕生する。1402年（太宗2年）3月8日、本名の褆を与えられ、同年4月18日に元子に冊封される。
1404年に王世子に冊封された。1407年には金漢老の娘と婚姻し、世子嬪を迎えた。
しかし、奔放な行動と女性関係で問題を起こし、父の太宗の頭を悩ませることとなる。太宗は彼に品行を改めるように再三に渡り忠告したが、品行を改めることは無かった。臣下達の上訴によりとうとう1417年に世子を廃位、譲寧大君に封ぜられた。廃位を反対する者は黄喜を初めごく少数であったと言う。代わりに実弟の忠寧大君（世宗）が王世子に封ぜられた。世宗よりも長生きをし、世宗の没後は、王族の長老として数々の陰謀で暗躍した。
甥の第7代国王世祖の在位中の1462年、漢城府で死去。享年67歳（数え69歳）。諡号は剛靖。
なお、大韓民国初代大統領の李承晩は彼の末裔（16代孫）である。

## 人物

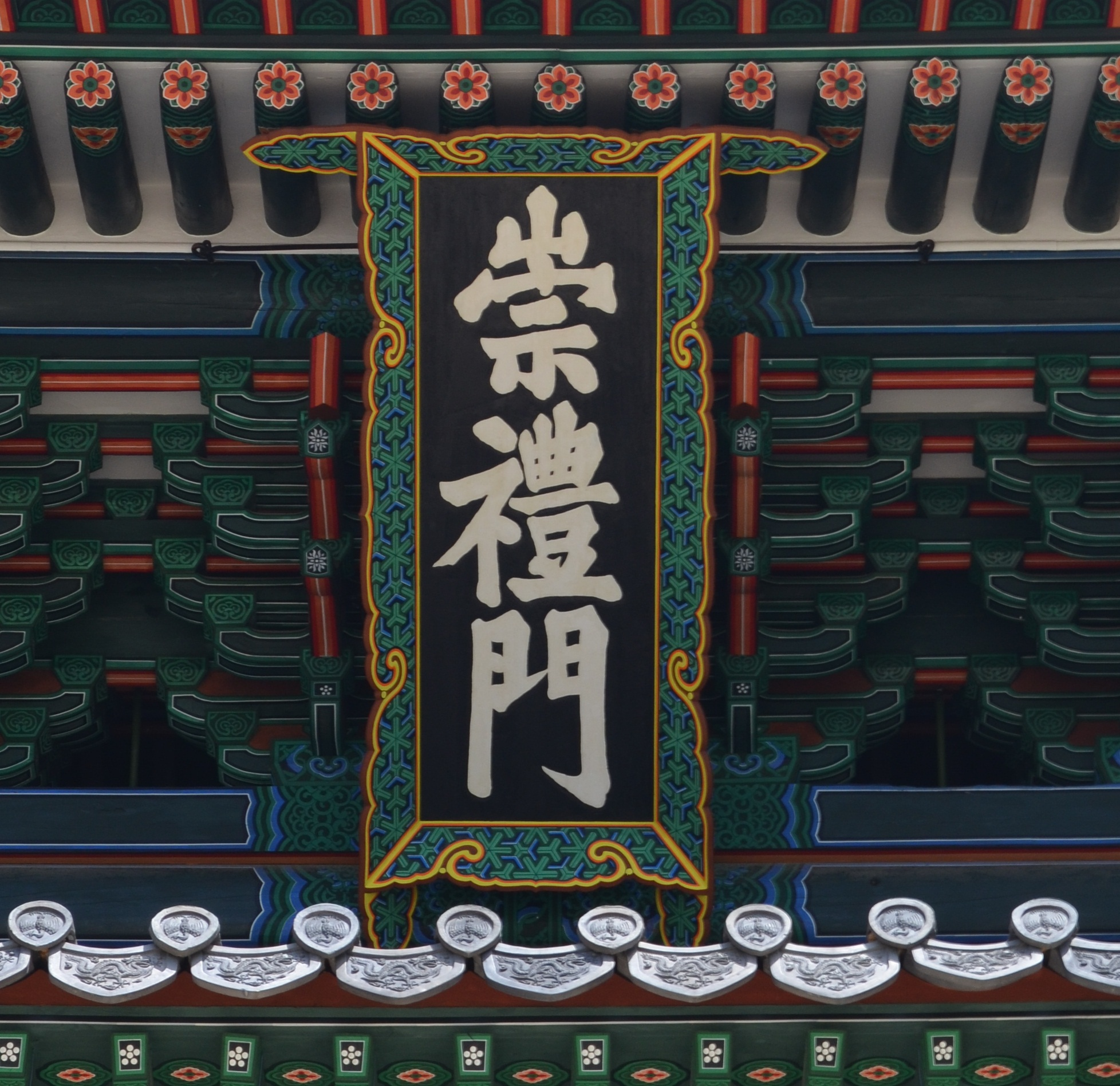
ソウルの崇礼門の扁額。譲寧大君の揮毫である。

- 素行不良により廃世子となったが、一説には弟の忠寧大君の優れた資質を認め、弟が即位できるようにわざと暗愚を装った、ともされる。
- 女性関係が派手で、気に入った妓女を妾にし宮中に連れ込んだ。しかし太宗からの怒りを買い、妓女を処刑された。また、伯父の定宗の寵愛を受けた楚宮粧（チョグンジャン）、重臣郭旋の愛妾の於里（オリ）とスキャンダルを起こした。楚宮粧は太宗の命で宮廷から追放され、於里は譲寧大君の子を身籠ったという。更に、奴婢の女性とも関係があった。また、息子の瑞山君の愛妾にも手を出した。それが原因で瑞山君は心の病にかかってしまったという。
- 廃位後も行動が問題視された。しかしその度に世宗は庇い、処罰を受けることは無かった。廃世子とはいえ、王の実兄として立場を重んじられた。
- 政治に関心が無く、書道や絵画、詩作などの芸術に関心を持った。風流に生き、自由奔放な一生を過ごした。

## 家族関係
- 父：太宗
- 母：元敬王后閔氏
- 弟：世宗
- 弟：孝寧大君　他

10男17女の子女がいる。(正室から3男5女、側室から7男12女を儲けた。)
- 正室：隨城府夫人光山 金氏(光山君 郎将公 金漢老の娘)夫の廃位後、廃世子嬪となった。
  - 嫡長男:順成君(1417年-1456年 僖安公 名は(言豈)。)
  - 嫡次男:咸陽君(生年不詳-1475年 夷安公 名は(言布)。)
  - 嫡三男:瑞山君(生年不詳-1451年 名は譿。)
  - 嫡長女:永川郡主(1412年-1442年 中枢府事 李蕃に降嫁。)
  - 嫡次女:県主(生没年不詳 中枢府事 李蕃に降嫁。)
  - 嫡三女:永平県主(生没年不詳 金哲勻に降嫁。)
  - 嫡四女:県主(生没年不詳 郡守 朴壽宗に降嫁。)
  - 嫡五女:載寧郡主(生年不詳-1444年 李孜に降嫁。)
- 側室 名前不詳
  - 庶長男：古丁副正 李謙
  - 庶次男：長平副正 李訢(大韓民国初代大統領の李承晩の15代祖。)
  - 庶三男：渓川都正 李誠
  - 庶四男：蓬山副正 李諄
  - 庶五男：安昌正 李諶
  - 庶六男：突山副正 李廣石
  - 庶七男：金地副正 李廣根
- 側室：於里(妓生。重臣 郭旋の元妾。)
  - 庶長女：名前不詳(李宗慶に降嫁。)
- ボン・ジリョン(妓生。正室 金氏との婚姻してから4年後に情を通じた。)
- 楚宮粧(伯父 定宗の愛妾だった。)
- 側室：名前不詳
  - 庶次女：名前不詳(金巖に降嫁。)
  - 庶四女：名前不詳(金承幹に降嫁。)
  - 庶五女：名前不詳(金澳に降嫁。)
  - 庶六女：名前不詳(金瑗に降嫁。)
  - 庶七女：名前不詳(清城府院君 領議政 韓致亨の最初の夫人。貞敬夫人に封じられる。)
- 側室：名前不詳(奴婢出身の女性)
  - 庶三女：名前不詳(権致中に降嫁。孫娘は第10代国王燕山君の側室の廃淑儀郭氏。)
  - 庶八女：県主(名は仇之。権徳栄に降嫁。)
- 側室：名前不詳
  - 庶九女：名前不詳(兪碩蕃に降嫁。)
  - 庶十女：名前不詳(金儀に降嫁。)
  - 庶十一女：名前不詳(林重に降嫁。)
  - 庶十二女：名前不詳

## 登場作品等
テレビドラマ
- 朝鮮王朝500年（1983年、演：ソン・ギユン）
- 韓明澮 ～朝鮮王朝を導いた天才策士～（1994年、演：パク・ピョンホ）
- 龍の涙（1996-1998年、演：イ・ミヌ、幼少期：キム・ミヌ）
- 王と妃 （1998年-2000年、演：シン・グ）
- 大王世宗（2008年、演：パク・サンミン、青年期：イ・ジュン、幼少期：チョン・チャヌ）
- 根の深い木（2011年、演：キム・ソンテ）
- インス大妃（2011年、演：パク・ウン）
- 太宗イ・バンウォン （2021-22年、演: イ・テリ）